# Drammen
Drammen város és község Norvégia délkeleti Østlandet földrajzi régiójában, a főváros Oslótól 47 km-re. Buskerud megye székhelye, a norvég autó- és gyümölcsimport fő kikötője.

## Földrajz
Központja a Drammenselva két partján helyezkedik el, azon a ponton, ahol a folyó a Drammensfjordba ömlik.
Drammen Norvégia hatodik legnagyobb városi övezete (2007 elején az agglomerációnak 93 ezer lakosa volt), amely öt község területeit foglalja magába: Drammen (a népesség mintegy 61%-ával), Nedre Eiker (23%), Øvre Eiker (8%), Lier (5%) és Røyken (3%).
Drammen község települései Austad/Fjell, Bragernes, Gulskogen, Konnerud, Skoger, Strømsø/Danvik, Tangen/Åskollen és Åssiden.
A Drammenselva menti Øvre Sund negyed 18. és 19. századi épületei a sörfőzdével és a folyóval egyedi karaktert adnak a városnak.

## Történelem
Åskollen és Skogerveien sziklafaragásai 6000-7000 évesek és az ember jelenlétének első jelei a környéken. A legnagyobb faragás, amely Åskollenben látható, jávorszarvast ábrázol.
Drammen eredetileg három kis kikötőből állt: a Drammenselva északi oldalán Bragernes, a déli oldalon Strømsø és Tangen.
Mint község 1838. január 1-jén jött létre (lásd: formannskapsdistrikt). 1964-ben beleolvasztották Skoger községet, amely így Vestfold megyéből Buskerud megyébe került át).

### Általános
- Introduction Centre
- History of Drammen
- Elvebyen Drammen-english summary
- Weather forecast and map for Drammen Archiválva 2008. január 11-i dátummal a Wayback Machine-ben

### Média
- Drammens Tidende, local newspaper
- Webcamera, Drammen
- Essensen, free, Christian, local newspaper for youth
- Local television channel
- Local radio channel
- iDrammen, local site for news and events Archiválva 2007. április 22-i dátummal a Wayback Machine-ben
- Drammen Photoclub, pictures from Drammen

### Kultúra
- Drammen og Oplands turistforening
- Drammen theatre
- Drammen museum Archiválva 2008. február 9-i dátummal a Wayback Machine-ben
- Drammens Sportsfiskere
- FIS World Cup Sprint Cross Country in Drammen
- Drammen Elvefestival

### Politikai pártok
- Drammen Høyre

- |  | A Wikimédia Commons tartalmaz Drammen témájú médiaállományokat. |